# Järnhuset

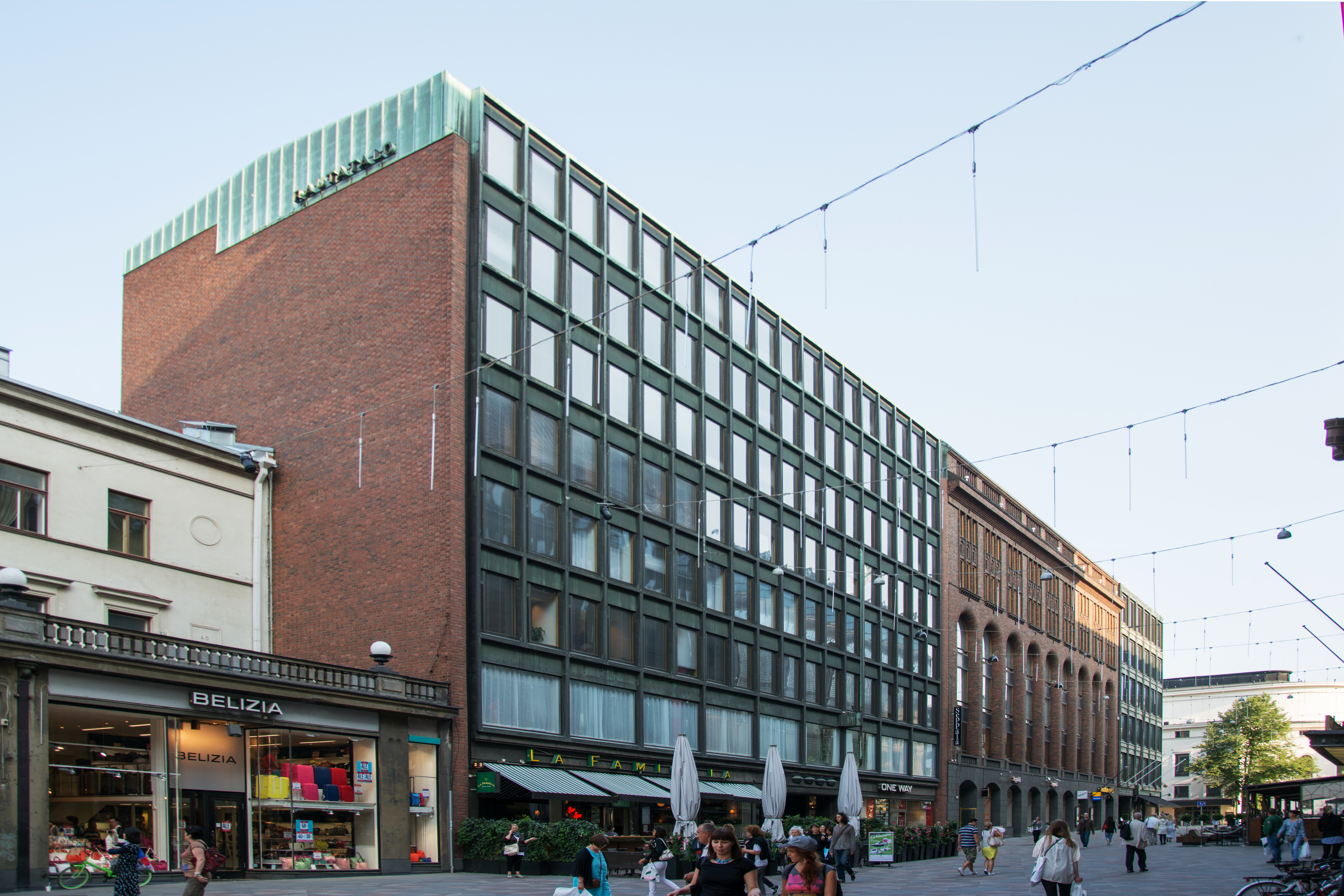
Järnhuset.

Järnhuset är en byggnad i centrala Helsingfors, uppförd 1951–1954 efter ritningar av arkitekten Alvar Aalto. 
Byggnaden fick sitt namn av att den ursprungligen uppfördes av järnaffärernas centralorganisationer. Dess öppna ljusgård anses vara en av Aaltos förnämsta skapelser, där arkitektur, ljus och inredning bildar en harmonisk helhet. Efter att ha ombyggts på 1980-talet har den numera skyddade byggnadens interiör och inredning återfått sitt ursprungliga utseende. 